# Copa Libertadores 1973
Navigation
Édition précédente Édition suivante
La Copa Libertadores 1973 est la 14e édition de la Copa Libertadores. Le club vainqueur de la compétition est désigné champion d'Amérique du Sud 1973 et se qualifie pour la Coupe intercontinentale 1973.
C'est le tenant du titre, le CA Independiente qui est à nouveau sacré cette année après avoir disposé en finale des Chiliens de CSD Colo-Colo. C'est le second des quatre titres consécutifs d'Independiente, qui devient le club le plus titré de l'épreuve avec ce quatrième trophée. Colo-Colo est quant à lui le premier club chilien à atteindre une finale continentale. Son attaquant Carlos Caszely est sacré meilleur buteur de la compétition avec neuf réalisations.
La compétition conserve le même format que lors de l'édition précédente : les dix-huit équipes engagées sont réparties en cinq poules (avec pour chaque poule deux clubs de deux pays). Seul le premier de chaque groupe accède au deuxième tour, qui remplace les demi-finales, où ils sont rejoints par le tenant du titre. Deux poules de trois sont formées et le meilleur de chaque poule se qualifie pour la finale, jouée en matchs aller-retour, avec un match d'appui éventuel en cas d'égalité sur les deux rencontres. Les clubs vénézuéliens doivent déclarer forfait cette année en raison de problèmes avec leur fédération.

## Clubs participants
- CA Independiente - Tenant du titre
- Club Atlético San Lorenzo de Almagro - Vainqueur du tournoi Nacional 1972
- Club Atlético River Plate - Finaliste du tournoi Nacional 1972
- Club Deportivo Jorge Wilstermann - Vainqueur de la Copa Simón Bolivar 1972
- Oriente Petrolero - Finaliste de la Copa Simón Bolivar 1972
- Sociedade Esportiva Palmeiras - Champion du Brésil 1972
- Botafogo de Futebol e Regatas - Vice-champion du Brésil 1972
- CSD Colo-Colo - Champion du Chili 1972
- Club de Deportes Unión Española - Vice-champion du Chili 1972
- Millonarios Fútbol Club - Champion de Colombie 1972
- Asociación Deportivo Cali - Vice-champion de Colombie 1972
- Club Sport Emelec - Champion d'Équateur 1972
- Club Deportivo El Nacional - Vice-champion d'Équateur 1972
- Cerro Porteño - Champion du Paraguay 1972
- Club Olimpia - Vice-champion du Paraguay 1972
- Club Sporting Cristal - Champion du Pérou 1972
- Club Universitario de Deportes - Vice-champion du Pérou 1972
- Club Nacional de Football - Champion d'Uruguay 1972
- Club Atlético Peñarol - Vice-champion d'Uruguay 1972
- - Aucun représentant

## Compétition

### Premier tour
| Rang | Équipe                    | Pts | J | G | N | P | Bp | Bc | Diff |  | Résultats (▼ dom., ► ext.) | SLo | JWi | RPl | Ori |
| ---- | ------------------------- | --- | - | - | - | - | -- | -- | ---- |  | -------------------------- | --- | --- | --- | --- |
| 1    | San Lorenzo               | 10  | 6 | 5 | 0 | 1 | 15 | 1  | +14  |  | San Lorenzo                |     | 3-0 | 1-0 | 4-0 |
| 2    | CD Jorge Wilstermann      | 7   | 6 | 3 | 1 | 2 | 6  | 8  | -2   |  | CD Jorge Wilstermann       | 1-0 |     | 1-0 | 1-0 |
| 3    | Club Atlético River Plate | 5   | 6 | 2 | 1 | 3 | 12 | 10 | +2   |  | Club Atlético River Plate  | 0-4 | 2-2 |     | 7-1 |
| 4    | Oriente Petrolero         | 2   | 6 | 1 | 0 | 5 | 5  | 19 | -14  |  | Oriente Petrolero          | 0-3 | 3-1 | 1-3 |     |

| Rang | Équipe                    | Pts | J | G | N | P | Bp | Bc | Diff |  | Résultats (▼ dom., ► ext.) | Bot | Pal | Nac | Peñ |
| ---- | ------------------------- | --- | - | - | - | - | -- | -- | ---- |  | -------------------------- | --- | --- | --- | --- |
| 1    | Botafogo FR               | 9   | 6 | 4 | 1 | 1 | 15 | 9  | +6   |  | Botafogo FR                |     | 2-0 | 3-2 | 4-1 |
| 2    | SE Palmeiras              | 9   | 6 | 4 | 1 | 1 | 10 | 6  | +4   |  | SE Palmeiras               | 3-2 |     | 1-1 | 2-0 |
| 3    | Club Nacional de Football | 4   | 6 | 1 | 2 | 3 | 8  | 9  | -1   |  | Club Nacional de Football  | 1-2 | 1-2 |     | 2-0 |
| 4    | Club Atlético Peñarol     | 2   | 6 | 0 | 2 | 4 | 4  | 13 | -9   |  | Club Atlético Peñarol      | 2-2 | 0-2 | 1-1 |     |

| Match d'appui pour la 1re place | Botafogo FR               | 2 - 1 | SE Palmeiras   | Rio de Janeiro |  |
| 29 mars 1973                    | L.Pereira csc · Jairzinho |       | Ademir da Guia |                |  |

| Rang | Équipe                     | Pts | J | G | N | P | Bp | Bc | Diff |  | Résultats (▼ dom., ► ext.) | Col | Eme | ElN | UEs |
| ---- | -------------------------- | --- | - | - | - | - | -- | -- | ---- |  | -------------------------- | --- | --- | --- | --- |
| 1    | CSD Colo-Colo              | 8   | 6 | 3 | 2 | 1 | 16 | 4  | +12  |  | CSD Colo-Colo              |     | 5-1 | 5-1 | 5-0 |
| 2    | Club Sport Emelec          | 7   | 6 | 3 | 1 | 2 | 6  | 7  | -1   |  | Club Sport Emelec          | 1-0 |     | 2-0 | 1-0 |
| 3    | Club Deportivo El Nacional | 5   | 6 | 2 | 1 | 3 | 5  | 10 | -5   |  | Club Deportivo El Nacional | 1-1 | 1-0 |     | 1-0 |
| 4    | Unión Española             | 4   | 6 | 1 | 2 | 3 | 3  | 9  | -6   |  | Unión Española             | 0-0 | 1-1 | 2-1 |     |

| Rang | Équipe                    | Pts | J | G | N | P | Bp | Bc | Diff |  | Résultats (▼ dom., ► ext.) | Mil | DCa |
| ---- | ------------------------- | --- | - | - | - | - | -- | -- | ---- |  | -------------------------- | --- | --- |
| 1    | Millonarios Fútbol Club   | 4   | 2 | 1 | 1 | 0 | 6  | 2  | +4   |  | Millonarios Fútbol Club    |     | 6-2 |
| 2    | Asociación Deportivo Cali | 1   | 2 | 0 | 1 | 1 | 2  | 6  | -4   |  | Asociación Deportivo Cali  | 0-0 |     |

| Rang | Équipe                         | Pts | J | G | N | P | Bp | Bc | Diff |  | Résultats (▼ dom., ► ext.)     | CPo | Oli | Cri | Uni |
| ---- | ------------------------------ | --- | - | - | - | - | -- | -- | ---- |  | ------------------------------ | --- | --- | --- | --- |
| 1    | Cerro Porteño                  | 9   | 6 | 4 | 1 | 1 | 14 | 5  | +9   |  | Cerro Porteño                  |     | 4-2 | 5-0 | 1-0 |
| 2    | Club Olimpia                   | 6   | 6 | 3 | 0 | 3 | 9  | 9  | 0    |  | Club Olimpia                   | 2-1 |     | 1-0 | 3-1 |
| 3    | Club Sporting Cristal          | 6   | 6 | 2 | 2 | 2 | 5  | 9  | -4   |  | Club Sporting Cristal          | 1-1 | 1-0 |     | 2-2 |
| 4    | Club Universitario de Deportes | 3   | 6 | 1 | 1 | 4 | 5  | 10 | -5   |  | Club Universitario de Deportes | 0-2 | 2-1 | 0-1 |     |

### Deuxième tour
| Rang | Équipe                  | Pts | J | G | N | P | Bp | Bc | Diff |  | Résultats (▼ dom., ► ext.) | Ind | SLo | Mil |
| ---- | ----------------------- | --- | - | - | - | - | -- | -- | ---- |  | -------------------------- | --- | --- | --- |
| 1    | CA IndependienteT       | 5   | 4 | 2 | 1 | 1 | 5  | 3  | +2   |  | CA Independiente           |     | 1-0 | 2-0 |
| 2    | San Lorenzo             | 4   | 4 | 1 | 2 | 1 | 4  | 3  | +1   |  | San Lorenzo                | 2-2 |     | 2-0 |
| 3    | Millonarios Fútbol Club | 3   | 4 | 1 | 1 | 2 | 1  | 4  | -3   |  | Millonarios Fútbol Club    | 1-0 | 0-0 |     |

| Rang | Équipe        | Pts | J | G | N | P | Bp | Bc | Diff |  | Résultats (▼ dom., ► ext.) | Col | CPo | Bot |
| ---- | ------------- | --- | - | - | - | - | -- | -- | ---- |  | -------------------------- | --- | --- | --- |
| 1    | CSD Colo-Colo | 5   | 4 | 2 | 1 | 1 | 10 | 9  | +1   |  | CSD Colo-Colo              |     | 4-0 | 3-3 |
| 2    | Cerro Porteño | 4   | 4 | 2 | 0 | 2 | 8  | 9  | -1   |  | Cerro Porteño              | 5-1 |     | 3-2 |
| 3    | Botafogo FR   | 3   | 4 | 1 | 1 | 2 | 8  | 8  | 0    |  | Botafogo FR                | 1-2 | 2-0 |     |

### Finale
| 22 mai 1973 | CA Independiente | 1 – 1 | CSD Colo-Colo | Stade Libertadores de América, Avellaneda       |                                                 |
|             | Mendoza 75e      |       | Sá 71e (csc)  | Spectateurs : 40 000 Arbitrage : Milton Lorenzo | Spectateurs : 40 000 Arbitrage : Milton Lorenzo |

| 29 mai 1973 | CSD Colo-Colo | 0 – 0 | CA Independiente | Estadio Nacional, Santiago                            |
|             |               |       |                  | Spectateurs : 72 532 Arbitrage : Romualdo Arppi Filho |

| 6 juin 1973 | CA Independiente             | 2 – 1 a.p. | CSD Colo-Colo | Stade Centenario, Montevideo                |                                             |
|             | Mendoza 25e · Giachello 107e |            | Caszely 39e   | Spectateurs : 50 000 Arbitrage : José Romei | Spectateurs : 50 000 Arbitrage : José Romei |

| Vainqueur de la Copa Libertadores 1973 |
| -------------------------------------- |
| Independiente Quatrième titre          |